# Shuiping (köpinghuvudort i Kina, Hubei Sheng, lat 32,31, long 109,81)
Shuiping (kinesiska: 水坪) är en köpinghuvudort i Kina. Den ligger i provinsen Hubei, i den centrala delen av landet, omkring 470 kilometer nordväst om provinshuvudstaden Wuhan. Antalet invånare är 46 559. Befolkningen består av 21 527 kvinnor och 25 032 män. Barn under 15 år utgör 13,0 %, vuxna 15-64 år 77 %, och äldre över 65 år 8,0 %.
Runt Shuiping är det ganska tätbefolkat, med 96 invånare per kvadratkilometer. Shuiping är det största samhället i trakten. I omgivningarna runt Shuiping växer i huvudsak blandskog.
Genomsnittlig årsnederbörd är 1 072 millimeter. Den regnigaste månaden är september, med i genomsnitt 177 mm nederbörd, och den torraste är december, med 5 mm nederbörd.